# 삼성산 (충북)
삼성산(三城山)은 충청북도 옥천군에 있는 산으로 높이는 303m이다. 삼국시대 관산성이 위치한 산이다.

## 구진벼루
2008년 학계에서는 지명에 있어서 백제 성왕의 전사지로 지적되었다. 하지만 구전된 핏골 전설에서 백제 성왕의 전사지는 충북 영천군 심천면에 있다.

## 기타
- 옥천군청에 운영하는 화장시설과 납골당인 선화원이 존재한다.

## 같이 보기
- 관산성 전투